# تساپفندورف
تساپفندورف (به آلمانی: Zapfendorf) یک شهر در آلمان است که در بامبرگ واقع شده‌است. تساپفندورف ۵٬۰۱۶ نفر جمعیت دارد.

## نگارخانه

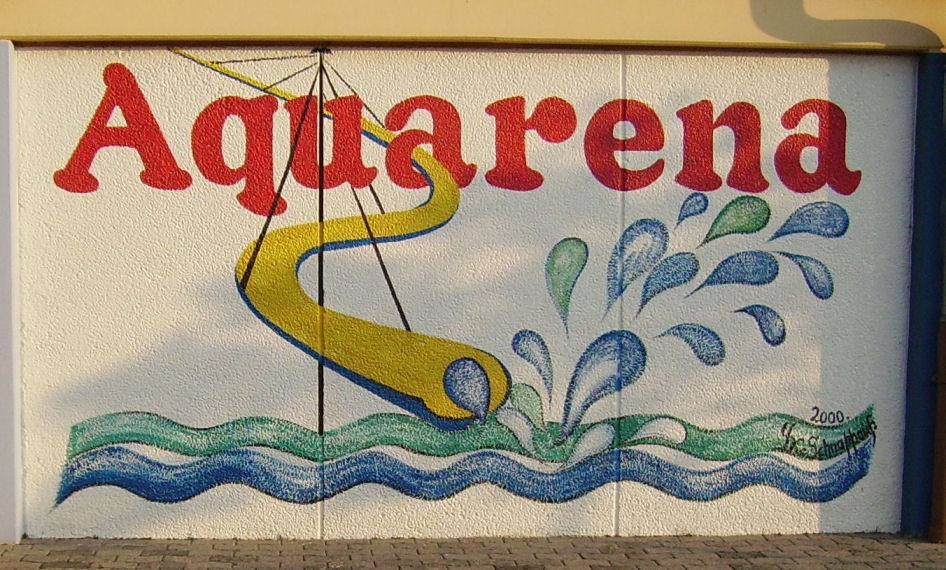
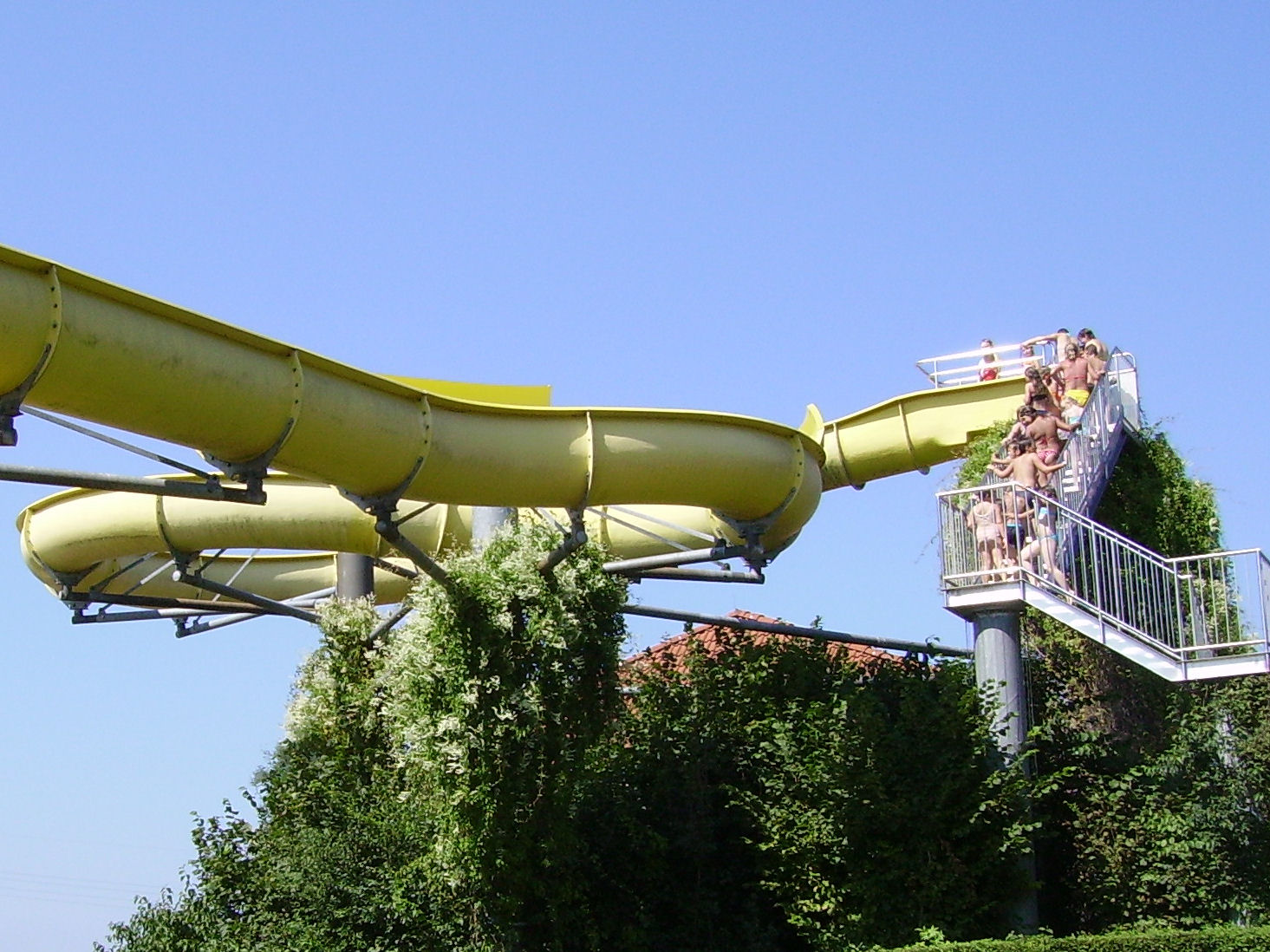
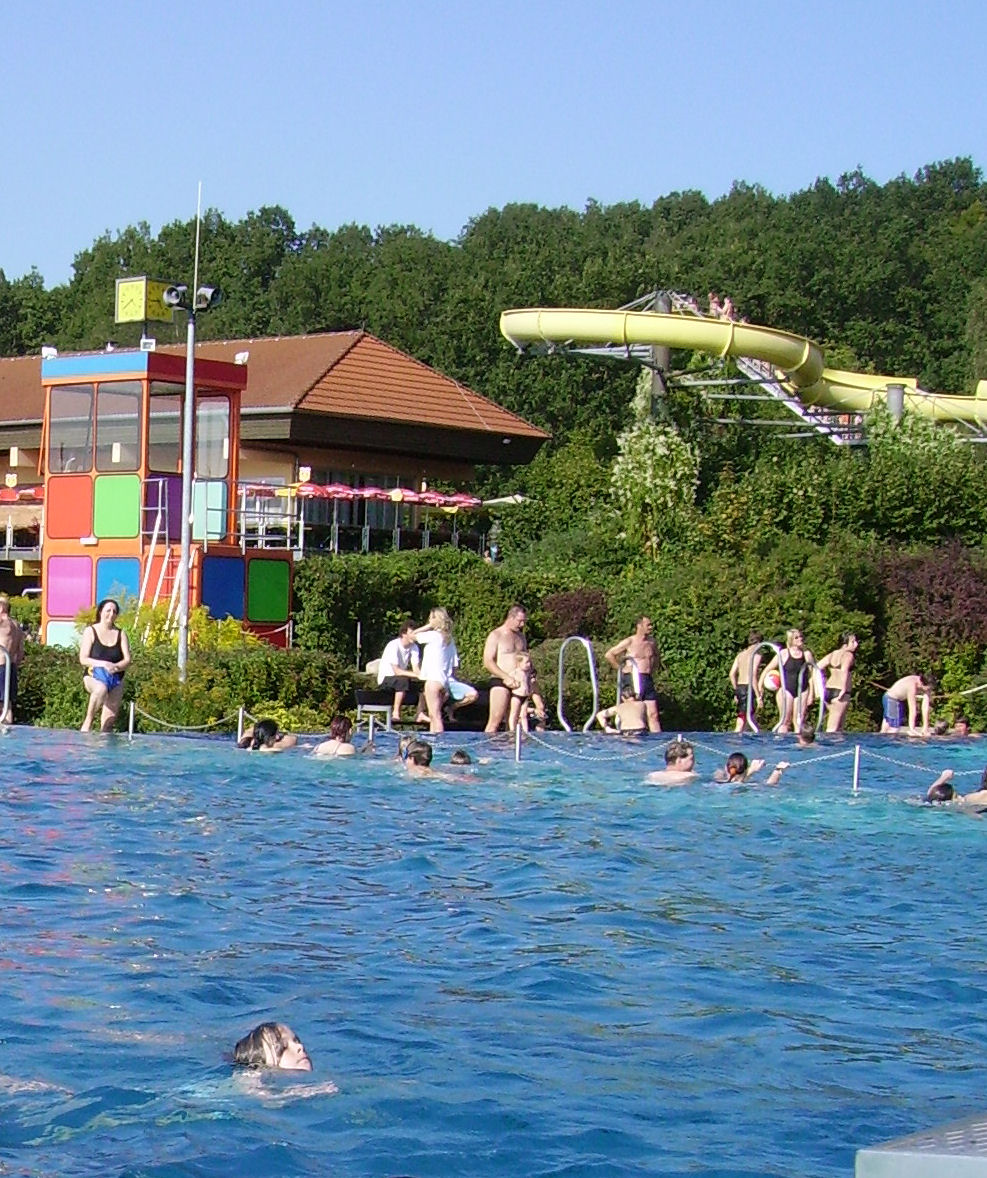